# Leptotarsus (Macromastix) sinclairi
Leptotarsus (Macromastix) sinclairi is een tweevleugelige uit de familie langpootmuggen (Tipulidae). De soort komt voor in het Australaziatisch gebied.